# فری فونیکس
فری فونیکس (به انگلیسی freefonix) یک مجموعه تلویزیونی کودکانه است که از شبکه‌های bbc 1 و cbbc که هر دو از زیر مجموعه‌های شبکه بی‌بی‌سی
بودند، در سال ۲۰۰۸ پخش می‌شد. برای ساخت این مجموعه، ۱۰ میلیون پوند هزینه شده و یکی از گران‌ترین ساخته‌های بی‌بی‌سی است. از نکته‌های مثبت این کارتون، می‌توان به آهنگ‌هایش اشاره کرد.

## داستان
داستان این کارتون، در رابطه با یک گروه موسیقی به نام فری فونیکس است.
ماجرا از آنجایی شروع می‌شود که یک شیطان موسیقی به نام واکس، که سال‌ها در مکانی به نام صحرای سکوت زندانی شده بود، می‌تواند تا حدودی آزاد شود. اما او در آینه دفتر یک زن خودخواه و پول دوست به نام مایا د زیا، گیر می‌افتد. او از مایا می‌خواهد که در آزاد شدنش به او کمک کند، و در عوض هر گاه آزاد شد به مایا، هر چه قدر پول بخواهد می‌دهد. در جایی دیگر، یک الهه موسیقی به نام شوگر، یک گیتاریست به نام فریز بُن، یک خواننده به نام بی بی و یک نوجوان نابغه به نام مو اِستارت را مأمور می‌کند تا نگذارند واکس آزاد شود. فریز، مو و بی بی با یکدیگر گروه فری فونیکس را می‌سازند.

## شخصیت‌های کارتون فری فونیکس

### بی بی
دختری جوان و زیبا است که صدای بسیار خوبی دارد. او در گذشته با دو دختر دیگر به نام سی سی و دی دی، در گروه «بی سی دی» فعالیت می‌کرده‌است. آهنگ‌های این گروه نوعی سبک بچه گانه به نام پِرِپسی دارند. گوینده او «شلی لانگ وُرث» نام دارد

### فریز بن
فریز بُن یا فریز، یک گیتاریست ماهر است. او گیتاری به نام «میستی» دارد. او در یک خانه‌ای که به شکل O است زندگی می‌کند

### مو استارت
مُو استارت که او را «مو» صدا می‌زنند، یک نوجوان نابغه است. او توانست یک ساز مشابه درام، اختراع کند. می‌توان او را درامر گروه دانست. او همچنین علاقاتی به «لیدی لوکس»، دختری از گروه مقابل، یعنی مانتیز دارد.

### شوگر شه
شوگر شِه، یک الهه موسیقی است که می‌توان او را رهبر گروه دانست. او را Jamelia، خواننده مشهور بریتانیایی دوبله کرده‌است.

### کرتز
کِرتز یکی از ضد قهرمان‌های اصلی این مجموعه است. او عضو گروه مانتیز است که رقیب اصلی فری فونیکس محسوب می‌شود. او با لهجه غلیظ آلمانی تکلم می‌کند. او یک خواننده و گیتاریست است. آدام لانگ ورث به جای او صحبت می‌کند و آهنگ‌های او را جاستین هاوکینز خوانده‌است.

### لیدی لوکس
او نیز یکی از اعضای گروه مانتیز است. او خواهر ناتنی کرتز و نوازنده گیتار بیس است. گوینده او شلی لانگ ورث نام دارد.

### هیت
او درامر گروه مانتیز است. او مردی جوان است و گویا از لحاظ عقلی مشکلاتی دارد.

### مایا د زیا
او رئیس شرکت ضبط آهنگ کو-ما-کو است. او یک زن نسبتاً مسن و پول دوست است. او یک برادر زاده به نام نِردِری دارد که مشکلات خوره دارد.

### واکس
واکس یک شیطان موسیقی است که توسط شوگر، در صحرای سکوت زندانی شده بود. او قالبا به شکل موجودی ترسناک سیاه-بنفش دیده می‌شود.

## علت هزینه زیاد ساخت
در تولید این کارتون هنرمندان مشهوری مانند جاستین هاوکینز، جاملیا، جوزف فینس و … هنرنمایی کرده‌اند که باعث هزینه تولید ۱۰ میلیون پوندی ساخت این کارتون شد.